# Mick Fleetwood
Michael John Kells "Mick" Fleetwood (* 24. června 1947) je britský hudebník, známý jako bubeník blues-rockové skupiny Fleetwood Mac. Jeho příjmení zkombinované s příjmením dalšího člena skupiny, kterým byl John McVie, bylo inspirací pro pojmenování skupiny Petera Greena - Fleetwood Mac.
Jako herec se objevil v epizodě „Hon na muže“ (1989) seriálu Star Trek: Nová generace, kde ztvárnil antedeanského hodnostáře.

## Bicí souprava
Bubny: Drum Workshop Collector's Series Maple Drums in Natural Lacquer over Exotic Quilted Maple with 24k Gold hardware
- 18"×22" basový buben
- 6"×10" vířivý buben
- 6"×14" vířivý buben
- 8"×10" rack tom
- 9"×12" rack tom
- 11"×14" floor tom
- 13"×16" floor tom

Činely: (zleva doprava)
- Zildjian 15" K Mastersound Hi-hat
- Zildjian 20" A Custom Flat Top Ride
- Zildjian 22" A Custom Ride
- Zildjian 17" A Custom Crash
- Zildjian 17" A Custom Crash
- Zildjian 22" K Ride
- Zildjian 22" K Constantinople Medium Ride
- Zildjian 18" FX Oriental China Trash

## Diskografie

### Fleetwood Mac
| Rok  | Album                                       | US  | UK | Poznámka                                                          |
| ---- | ------------------------------------------- | --- | -- | ----------------------------------------------------------------- |
| 1968 | Fleetwood Mac (Peter Green's Fleetwood Mac) | 198 | 4  | -                                                                 |
| 1968 | Mr. Wonderful                               | -   | 10 | Fleetwood featured on the cover art                               |
| 1969 | Then Play On                                | 192 | 6  | Fleetwood was credited with the instrumental "Fighting For Madge" |
| 1970 | Kiln House                                  | 69  | 39 | Fleetwood co-wrote "Jewel Eyed Judy"                              |
| 1971 | Future Games                                | 91  | -  | -                                                                 |
| 1972 | Bare Trees                                  | 70  | -  | -                                                                 |
| 1973 | Penguin                                     | 49  | -  | -                                                                 |
| 1973 | Mystery to Me                               | 68  | -  | -                                                                 |
| 1974 | Heroes Are Hard to Find                     | 34  | -  | Fleetwood featured on the cover art                               |
| 1975 | Fleetwood Mac                               | 1   | 23 | Fleetwood featured (with McVie) on the cover art                  |
| 1977 | Rumours                                     | 1   | 1  | Fleetwood wrote the drum parts for "The Chain"                    |
| 1979 | Tusk                                        | 4   | 1  | -                                                                 |
| 1980 | Live                                        | 14  | 31 | -                                                                 |
| 1982 | Mirage                                      | 1   | 5  | -                                                                 |
| 1987 | Tango in the Night                          | 7   | 1  | -                                                                 |
| 1988 | Greatest Hits                               | 14  | 3  | -                                                                 |
| 1990 | Behind the Mask                             | 18  | 1  | -                                                                 |
| 1995 | Time                                        | -   | 47 | Fleetwood co-wrote "These Strange Times"                          |
| 1997 | The Dance                                   | 1   | 15 | -                                                                 |
| 2003 | Say You Will                                | 3   | 6  | -                                                                 |

### Sólová alba
| Rok  | Album            | US | UK | Poznámka                                                                      |
| ---- | ---------------- | -- | -- | ----------------------------------------------------------------------------- |
| 1981 | The Visitor      | 43 | -  | Featured two Fleetwood Mac remakes - "Rattlesnake Shake" & "Walk A Thin Line" |
| 1983 | I'm Not Me       | -  | -  | Billed as "Mick Fleetwood's Zoo"                                              |
| 1992 | Shakin' the Cage | -  | -  | Billed as "The Zoo"                                                           |
| 2004 | Something Big    | -  | -  | Billed as "The Mick Fleetwood Band"                                           |
| 2009 | Blue Again       | -  | -  | with "The Mick Fleetwood Blues Band"                                          |